# Eleoscytalopus
Eleoscytalopus és un gènere d'ocells de la família dels rinocríptids (Rhinocryptidae) nadiues de la Mata Atlàntica de l'est del Brasil. Anteriorment s'incloïen en el gènere Scytalopus, però els estudis genètics van portar a incloure-les en un gènere diferent, més pròximament relacionat amb el gènere Merulaxis. Els membres se'ls coneix pel nom comú de tapacul.

## Característiques
Són ocells petits, mesuren 11,5 cm de longitud. A diferència de les espècies del gènere Scytalopus, les de Eleoscytalopus tenen parts inferiors blanques i les superiors grises blavoses. Les veus dels dos gèneres són també diferenciables.

## Etimologia
El nom genèric Eleoscytalopus deriva del grec antic «heleos»: “aiguamoll”, “pantà”; en referència als boscos pantanosos, hàbitat preferit d'aquestes espècies; i al gènere Scytalopus, on van estar incloses per molt de temps.

## Taxonomia
Alguns autors suggereixen que E. psychopompus seria una subespècie de E. indigoticus, no obstant això, els arguments de Mata et al., 2009 reforcen la categoria d'espècie, sobre la base de la distància genètica.
Els estudis de genètica molecular de Ericson et al., 201010 confirmen la monofília de la família Rhinocryptidae i suggereixen l'existència de dos grans grups dins d'aquesta, de forma molt general, el format per les espècies de major grandària, i l'integrat per les espècies menors, al qual pertany el present gènere. Ohlson et al. 2013 proposen la divisió de la família en dues subfamílies. El present gènere pertany a una subfamília Scytalopodinae (J. Müller, 1846), al costat de Eugralla, Myornis, Merulaxis i Scytalopus.
Segons la Classificació del Congrés Ornitològic Internacional (versió 14.2, 2024) aquest gènere està format per dues espècies:
- Eleoscytalopus psychopompus - tapacul de Bahia
- Eleoscytalopus indigoticus - tapacul pitblanc